# آيت أولما (أكرضا)
آيت أولما هو دُوَّار يقع بجماعة تسكدلت، إقليم شتوكة آيت باها، جهة سوس ماسة في المملكة المغربية. ينتمي الدوّار لمشيخة أكرضا التي تضم 9 دواوير. يقدر عدد سكانه بـ0 نسمة حسب الإحصاء الرسمي للسكان والسكنى لسنة2024.

## وصلات خارجية
- البوابة الوطنية للجماعات الترابية
- المندوبية السامية للتخطيط